# Melius est reprehendant nos grammatici quam non intelligant populi
La frase latina melius est reprehendant nos grammatici quam non intelligant populi (in italiano è meglio che i grammatici biasimino noi, piuttosto che la gente non comprenda) deriva dalle Enarrationes in Psalmos ("Esposizioni sui salmi") (138, 20) di sant'Agostino. Con questa motivazione Agostino giustifica la difesa di forme linguistiche popolari contro forme più corrette, ma di difficile comprensione per la gente comune. 
Nel passo specifico, che riveste una particolare importanza storica per i linguisti, poiché è una delle testimonianze che costituiscono le fonti per la conoscenza del latino parlato in epoca tarda, Agostino commenta il versetto 15 del salmo 138: "Non est absconditum os meum a te, quod fecisti in abscondito" ("non è nascosto a te il mio osso, che tu hai creato nel segreto"). Egli sottolinea che sarebbe meglio impiegare ossum, termine popolare, in luogo del più classico os, al fine di evitare possibili fraintendimenti nel popolo.
Nel latino classico infatti i due omografi ǒs «osso» e ōs «bocca» non erano confondibili, per ragioni di quantità della sillaba. Quando però, col tempo, la distinzione di quantità non fu più percepibile, ǒs venne sostituito dal più 'regolare' ossum e ōs da bucca, che originariamente significava "guancia".
Da notare è che, proprio negli stessi anni, san Girolamo, nella sua Vulgata, tradusse "Non est occultatum os meum a te", riproponendo quindi il termine classico. 